# USS Laffey (DD-724)
USS Laffey (DD-724) là một tàu khu trục lớp Allen M. Sumner được Hải quân Hoa Kỳ chế tạo trong Chiến tranh Thế giới thứ hai. Nó là chiếc tàu chiến thứ hai của Hải quân Mỹ được đặt theo tên Bartlett Laffey (1841-1901), một thủy thủ từng được trao tặng Huân chương Danh dự do chiến đấu dũng cảm trong cuộc Nội chiến Hoa Kỳ. Nó đã hoạt động cho đến hết Thế Chiến II, từng tham gia cuộc Đổ bộ Normandy và sống sót qua một loạt các đợt tấn công tự sát Kamikaze ngoài khơi Okinawa. Con tàu tiếp tục phục vụ sau đó trong Chiến tranh Triều Tiên và Chiến tranh Lạnh cho đến khi ngừng hoạt động năm 1975. Con tàu được giữ lại như một tàu bảo tàng tại Patriots Point, Mount Pleasant, gần Charleston, South Carolina, và được công nhận là một Di tích Lịch sử Quốc gia vào năm 1986. Laffey được tặng thưởng danh hiệu Đơn vị Tuyên dương Tổng thống và năm Ngôi sao Chiến trận do thành tích phục vụ trong Thế Chiến II, và thêm danh hiệu Đơn vị Tuyên dương Tổng thống Hàn Quốc cùng hai Ngôi sao Chiến trận khác khi hoạt động trong Chiến tranh Triều Tiên.

## Thiết kế và chế tạo
Laffey được đặt lườn tại xưởng tàu của hãng Bath Iron Works Corp. ở Bath, Maine vào ngày 28 tháng 6 năm 1943. Nó được hạ thủy vào ngày 21 tháng 11 năm 1943; được đỡ đầu bởi cô Beatrice F. Laffey, và nhập biên chế vào ngày 8 tháng 2 năm 1944 dưới quyền chỉ huy của Trung tá Hải quân Frederick Becton.

## Lịch sử hoạt động

### 1944
Sau khi hoàn tất chuyến đi huấn luyện, Laffey ghé qua Xưởng hải quân Washington trong một ngày trước khi lên đường đi Bermuda vào ngày 28 tháng 2 năm 1944, đến nơi vào ngày 4 tháng 3. Nó quay trở về Norfolk, Virginia trong một thời gian ngắn, nơi nó phục vụ như một tàu huấn luyện, trước khi đi đến New York để gia nhập thành phần hộ tống một đoàn tàu vận tải hướng sang Anh Quốc vào ngày 14 tháng 5. Sau khi được tiếp nhiên liệu tại Greenock, Scotland, nó tiếp tục đi đến Plymouth vào ngày 27 tháng 5.
Laffey chuẩn bị để tham gia Chiến dịch Neptune, hoạt động hải quân trong khuôn khổ cuộc Đổ bộ Normandy lên miền Bắc nước Pháp. Chiếc tàu khu trục lên đường vào ngày 3 tháng 6 hướng sang Normandy, hộ tống cho các tàu đổ bộ, tàu kéo và hai pháo hạm lớp Flores, đi đến khu vực tấn công ngoài khơi bãi Utah tại vịnh sông Seine vào đúng ngày D 6 tháng 6. Trong các ngày 6 và 7 tháng 6, nó tuần tra ngoài khơi bãi đổ bộ, rồi trong hai ngày tiếp theo đã hoạt động bắn phá các vị trí pháo binh đối phương. Nó quay về Plymouth để tiếp liệu và tiếp đạn dược rồi quay trở lại bờ biển Normandy vào ngày 10 tháng 6. Hai ngày sau, nó truy đuổi các tàu phóng lôi E-boat đối phương vốn đã phóng ngư lôi nhắm vào tàu khu trục Nelson (DD-623), phá vỡ đội hình đối phương và ngăn ngừa những đợt tấn công tiếp theo.
Hoàn thành nhiệm vụ hộ tống, Laffey quay trở về Anh, về đến Portsmouth vào ngày 22 tháng 6, nơi nó neo đậu cặp bên mạn Nevada. Đến ngày 25 tháng 6, nó cùng chiếc thiết giáp hạm lên đường tham gia Đội bắn phá 2 để hoạt động bắn phá vị trí cố thủ của đối phương tại Cherbourg-Octeville. Lực lượng phải chịu đựng hỏa lực từ pháo bờ biển đối phương, khi các tàu khu trục chị em Barton và O'Brien bị bắn trúng; bản thân Laffey bị một quả đạn pháo nảy trên mặt biển bắn trúng lườn tàu bên trên mực nước, nhưng không kích nổ và chỉ gây hư hại nhẹ.
Cuối ngày hôm đó, đội bắn phá rút lui về phía Bắc Ireland, đi đến Belfast vào ngày 1 tháng 7. Ba ngày sau, Laffey cùng Đội khu trục 119 lên đường quay trở về nhà, về đến Boston, Massachusetts vảo ngày 9 tháng 7. Sau một tháng được đại tu đồng thời được nâng cấp thiết bị điện tử, nó chạy thử máy trước khi lên đường đi Norfolk, đến nơi vào ngày 25 tháng 8.

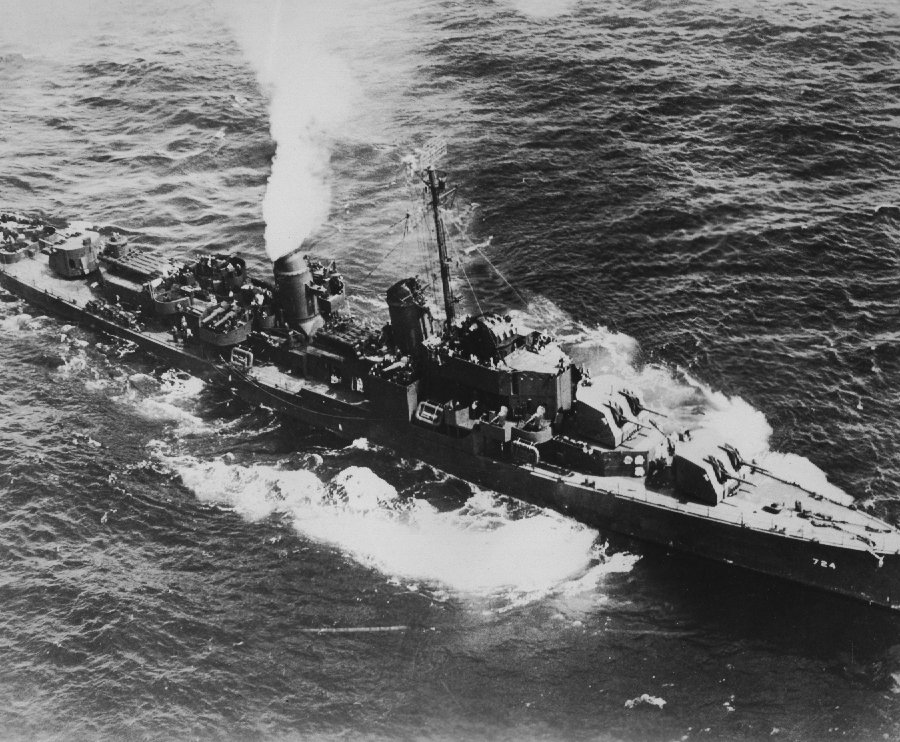
USS Laffey trong Thế Chiến II

Laffey khởi hành một ngày sau đó để chuyển sang Mặt trận Thái Bình Dương, đi ngang qua kênh đào Panama và San Diego, California, đi đến Trân Châu Cảng vào tháng 9. Sau những đợt huấn luyện tại khu vực quần đảo Hawaii, nó lên đường vào ngày 23 tháng 10 để đi sang vùng chiến sự, đi ngang qua Eniwetok và đi đến Ulithi vào ngày 5 tháng 11. Tại đây, nó gia nhập thành phần hộ tống cho Lực lượng Đặc nhiệm 38, đơn vị tàu sân bay nhanh trực thuộc Đệ tam Hạm đội, rồi cùng các tàu sân bay nhanh tiến hành không kích xuống các mục tiêu tàu bè, máy bay và sân bay tại Philippines.
Vào ngày 11 tháng 11, Laffey nhìn thấy một chiếc dù, nên đã rời đội hình hộ tống và giải cứu một phi công Nhật Bản bị thương nặng; người tù binh chiến tranh được chuyển sang tàu sân bay Enterprise (CV-6) đang khi hoạt động tiếp nhiên liệu vào ngày hôm sau. Chiếc tàu khu trục quay trở về Ulithi vào ngày 22 tháng 11, và đến ngày 27 tháng 11 lại cùng các tàu chiến thuộc Hải đội Khu trục 60 khởi hành hướng đến vịnh Leyte. Hoạt động cùng Đệ Thất hạm đội, nó hộ tống bảo vệ các tàu chiến chủ lực khỏi mối đe dọa của máy bay và tàu ngầm đối phương, hỗ trợ cho cuộc đổ bộ lên vịnh Ormoc vào ngày 7 tháng 12, vô hiệu hóa một khẩu đội pháo bờ biển và bắn phá các vị trí tập trung quân đối phương. Sau một giai đoạn bảo trì ngắn tại vịnh San Pedro, Leyte vào ngày 8 tháng 12, nó lên đường cùng Đội đặc nhiệm 77.3 vào ngày 12 tháng 12 để đi Mindoro, nơi nó hỗ trợ cho cuộc đổ bộ vào ngày 15 tháng 12. Sau khi cuộc đổ bộ diễn ra thành công, nó hộ tống cho các tàu vận chuyển rỗng quay trở lại Leyte, đi đến vịnh San Pedro vào ngày 17 tháng 12. Nó gia nhập Đội đặc nhiệm 77.3 mười ngày sau đó để tuần tra ngoài khơi Mindoro.

### 1945
Sau khi quay trở lại vịnh San Pedro trong một thời gian ngắn, Laffey gia nhập trở lại Đệ Thất hạm đội, và trong tháng 1, 1945 đã hộ tống các tàu vận chuyển trong chiến dịch đổ bộ lên khu vực vịnh Lingayen, Luzon. Sau đó nó rút lui về quần đảo Caroline, về đến Ulithi vào ngày 27 tháng 1. Trong tháng 2, nó hỗ trợ cho Lực lượng Đặc nhiệm 58 tiến hành không kích xuống khu vực Tokyo tại chính quốc Nhật Bản, và trực tiếp hỗ trợ cho lực lượng Thủy quân Lục chiến đổ bộ lên Iwo Jima. Đến cuối tháng 2, con tàu phục vụ cho việc chuyển tiếp tin tức tình báo quan trọng đến Guam cho Thủy sư Đô đốc Chester Nimitz, Tổng tư lệnh Hạm đội Thái Bình Dương, đến nơi vào ngày 1 tháng 3.
Sang ngày hôm sau, Laffey đi đến Ulithi để thực hành huấn luyện cùng các thiết giáp hạm thuộc Lực lượng Đặc nhiệm 54, và đến ngày 21 tháng 3 đã lên đường cùng lực lượng đặc nhiệm để hướng đến Okinawa. Nó đã trợ giúp vào việc chiếm đóng Kerama Retto, một bàn đạp tạm thời nhằm chuẩn bị cho cuộc đổ bộ, đồng thời bắn phá bờ biển, bắn pháo quấy rối vào ban đêm và hộ tống cho các tàu chiến chủ lực. Cuộc đổ bộ chính diễn ra vào ngày 1 tháng 4, và đến ngày 16 tháng 4, chiếc tàu khu trục bắt đầu đảm nhiệm vai trò cột mốc radar canh phòng tại vị trí cách 30 mi (26 nmi; 48 km) về phía Bắc Okinawa. Nó tham gia vào việc đánh trả những đợt tấn công tự sát hàng loạt của máy bay Kamikaze vốn đã bắn rơi tổng cộng 13 máy bay đối phương.
Sang ngày hôm sau, đối phương tiếp tục tung ra đợt tấn công cảm tử mới với khoảng 50 máy bay. Lúc 08 giờ 30, một máy bay ném bom bổ nhào Aichi D3A "Val" xuất hiện gần Laffey để trinh sát, và khi bị hỏa lực phòng không tấn công, nó phóng bỏ quả bom và rút lui. Nhưng không lâu sau đó, bốn chiếc D3A khác tách khỏi đội hình và tấn công chiếc tàu khu trục. Hai chiếc D3A bị hỏa lực phòng không Oerlikon 20 mm bắn rơi trong khi hai chiếc kia tấn công sát mặt nước bị rơi xuống biển. Ngay sau đó, hỏa lực phòng không của con tàu bắn rơi một máy bay ném bom-ngư lôi Yokosuka D4Y đang bấn phá bên mạn trái, rồi chỉ 10 giây sau đó, một chiếc D4Y tìm cách ném bom bên mạn phải cũng bị dàn pháo chính 5-inch bắn rơi xuống biển; quả bom nó mang theo kích nổ dưới nước và mảnh bom làm bị thương những pháo thủ bên mạn phải, và đám cháy phát sinh được đội kiểm soát hư hỏng dập tắt.
Đến 08 giờ 42 phút, Laffey lại tiêu diệt một chiếc D3A tiếp cận bên mạn trái; quả bom nó mang theo không kích nổ, nhưng nảy lên trên sàn tàu trước khi rơi xuống biển trong khi xăng máy bay từ động cơ bị hỏng tung tóe khắp phía trước con tàu. Ba phút sau, một chiếc D3A khác tiếp cận từ mạn trái đâm trúng một khẩu đội phòng không Bofors 40 mm, làm thiệt mạng ba người, phá hỏng một khẩu 20 mm và hai khẩu 40 mm, và khiến hầm đạn phòng không bốc cháy. Ngay sau đó, một chiếc D3A khác tiếp cận từ phía đuôi tàu đã đâm xuống tháp pháo 5-inch phía sau, quả bom nó mang theo kích nổ phòng thuốc phóng làm phá hủy toàn bộ tháp pháo và gây ra một đám cháy lớn. Một chiếc D3A tiếp cận theo hướng tương tự ở phía đuôi tàu, cho dù bị hỏa lực phòng không bắn cháy vẫn tiếp tục lao xuống tháp pháo phía đuôi đang cháy. Gần như cùng lúc đó, một chiếc D3A mang bom tiếp cận từ phía đuôi và thả quả bom nó mang theo, làm kẹt bánh lái của Laffey ở góc 26° sang mạn trái và làm thiệt mạng nhiều người. Một chiếc D3A và một chiếc D4Y nữa tiếp tục đâm trúng con tàu bên mạn trái.
Vào lúc đó, bốn máy bay tiêm kích FM-2 Wildcat cất cánh từ tàu sân bay hộ tống Shamrock Bay (CVE-84) đã tìm cách đánh chặn những chiếc Kamikaze đang tấn công Laffey. Một trong các phi công lái Wildcat, Carl Rieman, đã đâm bổ vào một đội hình Kamikaze và nhắm vào một chiếc D3A. Đồng đội của anh đã kết liễu chiếc máy bay ném bom bổ nhào đối phương trong khi Rieman bám đuôi một chiếc D3A khác, khai hỏa và tiêu diệt đối thủ. Mười giây sau đó, Rieman lại đuổi theo một máy bay ném bom-ngư lôi Nakajima B5N, nổ súng và bắn chết viên phi công Nhật. Chỉ năm giây sau, Rieman bám đuôi một chiếc B5N khác, sử dụng hết những viên đạn cuối cùng của mình. Trên đường quay trở lại tàu sân bay, Rieman tiếp tục đâm bổ vào một đội hình Kamikaze khác, buộc một số trong chúng phải bỏ dỡ việc tấn công. Trong khi đó, ba chiếc Wildcat kia đã tiêu diệt một số máy bay đối phương rồi tìm cách quấy rối những đợt tấn công tự sát tiếp theo sau khi họ đã bắn hết đạn; cuối cùng họ bị buộc phải quay trở lại tàu sân bay Shamrock Bay khi nhiên liệu đã cạn. Những chiếc Wildcat được thay phiên bởi một nhóm 12 máy bay tiêm kích Vought F4U Corsair.
Một chiếc D3A khác tiếp cận Laffey vốn đã bất động bên mạn trái, nhưng một máy bay Corsair đã đuổi theo chiếc Kamikaze và tiêu diệt đối thủ sau khi buộc nó phải đâm trượt con tàu. Chiếc Corsair lại đuổi theo một máy bay tiêm kích lục quân Nakajima Ki-43 Oscar tìm cách tiếp cận bắn phá Laffey bên mạn phải. Tuy nhiên hỏa lực phòng không của con tàu đã bắn trúng chiếc Oscar, khiến nó đâm vào cột ăn-ten của con tàu và rơi xuống biển. Chiếc Corsair đuổi theo cũng đâm trúng dàn ăn-ten radar của con tàu và rơi xuống biển, nhưng viên phi công sau đó được tàu đổ bộ LCS-51 giải cứu.
Một chiếc D3A nữa lại tiếp cận từ phía đuôi và thả một quả bom nổ tung phía ngoài mạn trái; chiếc D3A sau đó bị một máy bay Corsair bắn rơi. Chiếc Corsair nhanh chóng bám theo đuôi một chiếc D3A khác và khai hỏa, nhưng không ngăn được đối thủ thả một quả bom đánh trúng Laffey, phá hủy một khẩu đội Bofors 40 mm nơi mọi pháo thủ thành viên đều tử trận. Chiếc Corsair lại đối đầu với hai chiếc Oscar tiếp cận từ phía mũi tàu, bắn rơi một chiếc nhưng bị chiếc còn lại bắn hạ. Chiếc Oscar sống sót bị hỏa lực phòng không của chính Laffey bắn rơi. Dàn pháo chính của Laffey tiếp tục bắn hạ một chiếc D3A tiếp cận bên mạn phải; và kẻ tấn công cuối cùng là một chiếc D4Y bị một máy bay Corsair tiêu diệt.
Laffey sống sót cho dù bị hư hại nặng do trúng bốn quả bom, sáu máy bay Kamikaze đâm trúng, và hỏa lực càn quét vốn đã khiến 32 thành viên thủy thủ đoàn thiệt mạng cùng 71 người khác bị thương.

### 1945 - 1947
Laffey được kéo về và thả neo ngoài khơi Okinawa vào ngày 17 tháng 4, nơi nó được sửa chữa tạm thời trước khi lên đường đi Saipan, đến nơi vào ngày 27 tháng 4. Nó tiếp tục hành trình bốn ngày sau đó để quay trở về vùng bờ Tây Hoa Kỳ ngang qua Eniwetok và Hawaii, về đến Tacoma, Washington vào ngày 24 tháng 5. Nó đi vào xưởng tàu của hãng Todd Shipyard Corp. để sửa chữa, công việc kéo dài cho đến ngày 6 tháng 9, khi nó rời xưởng tàu để đi San Diego, đến nơi vào ngày 9 tháng 9. Trên đường tham gia một cuộc tập trận bốn ngày sau đó, nó mắc tai nạn va chạm với chiếc tàu săn ngầm USS PC-815 trong hoàn cảnh thời tiết sương mù dày đặc. Nó đã cứu vớt được tất cả ngoại trừ một thành viên thủy thủ đoàn chiếc PC bị đắm, rồi quay trở về San Diego để sửa chữa.
Laffey khởi hành đi Trân Châu Cảng vào ngày 5 tháng 10, đến nơi sáu ngay sau đó, và tiếp tục hoạt động tại vùng biển Hawaii cho đến ngày 21 tháng 5, 1946, khi nó lên đường tham gia Chiến dịch Crossroads, cuộc thử nghiệm bom nguyên tử tại đảo san hô Bikini. Nó đã hoạt động thu thập những thông tin khoa học liên quan đến bức xạ phát sinh do vụ nổ; tuy nhiên việc khử nhiễm xạ con tàu đã đòi hỏi phải cạo bỏ và sơn lại toàn bộ bề mặt dưới nước của con tàu, cũng như rửa bằng acid và thay thế một phần những ống dẫn nước mặn và bộ thoát hơi nước. Sau khi hoàn thành việc khử xạ, nó quay trở về vùng bờ Tây ngang qua Trân Châu Cảng, về đến vào ngày 22 tháng 8, và tiếp tục hoạt động dọc theo vùng bờ Tây.
Laffey thực hiện một chuyến đi đến Guam và Kwajalein vào tháng 2, 1947, rồi quay trở về Trân Châu Cảng vào ngày 11 tháng 3. Nó tiếp tục hoạt động tại vùng biển Hawaii cho đến khi khởi hành hướng sang Australia vào ngày 1 tháng 5. Nó quay trở về San Diego vào ngày 17 tháng 6, và được cho xuất biên chế tại đây vào ngày 30 tháng 6, 1947, được đưa về Hạm đội Dự bị Thái Bình Dương.

### Chiến tranh Triều Tiên
Sự kiện lực lượng Bắc Triều Tiên tấn công xuống lãnh thổ Nam Triều Tiên vào tháng 6, 1950, khiến Chiến tranh Triều Tiên bùng nổ, cũng khiến Hải quân Hoa Kỳ thiếu hụt số lượng tàu khu trục còn khả năng hoạt động. Vì vậy Laffey được cho nhập biên chế trở lại vào ngày 26 tháng 1, 1951 dưới quyền chỉ huy của Hạm trưởng, Trung tá Hải quân Charles Holovak. Sau khi hoàn tất chạy thử máy ngoài khơi San Diego, nó vượt kênh đào Panama để đi sang vùng bờ Đông, đi đến Norfolk vào tháng 2 để đại tu, rồi huấn luyện ôn tập tại khu vực vịnh Guantánamo, Cuba. Nó lên đường vào giữa tháng 1, 1952 để đi sang vùng chiến sự Triều Tiên, đến nơi vào tháng 3, nơi nó gia nhập Lực lượng Đặc nhiệm 77 và hộ tống cho các tàu sân bay Antietam (CV-36) và Valley Forge (CV-45).
Sang tháng 5, Laffey tham gia chiến dịch phong tỏa Wonsan. Sau một đợt bảo trì ngắn tại Yokosuka, Nhật Bản vào ngày 30 tháng 5, nó quay trở lại khu vực chiến sự Triều Tiên và hoạt động cùng Lực lượng Đặc nhiệm 77 cho đến ngày 22 tháng 6. Nó lên đường quay trở về Hoa Kỳ qua ngã kênh đào Suez, và về đến Norfolk vào ngày 19 tháng 8.
Laffey tiếp tục hoạt động cùng một đội tìm-diệt tàu ngầm tại vùng biển Caribe cho đến tháng 2, 1954, khi nó lên đường cho một chuyến đi vòng quanh thế giới, bao gồm một lượt phục vụ tại Triều Tiên cho đến ngày 29 tháng 6. Nó rời khu vực Viễn Đông để quay trở về nhà theo lối kênh đào Suez, và về đến Norfolk vào ngày 25 tháng 8. Con tàu tiếp tục hoạt động từ cảng nhà Norfolk, tham gia các cuộc tập trận hạm đội và phục vụ canh phòng máy bay cho tàu sân bay; vào ngày 7 tháng 10, nó đã cứu vớt bốn người sống sót từ chiếc thuyền buồm Able, bị đắm trong một cơn bão ngoài khơi Virginia Capes.
Vào nữa đầu năm 1955, Laffey tham gia các cuộc thực tập chống tàu ngầm và viếng thăm Halifax, Nova Scotia; New York; Miami cùng các cảng trong vùng biển Caribe. Trong năm 1958, nó hoạt động cùng các tàu sân bay chống tàu ngầm tại khu vực ngoài khơi Florida và vùng biển Caribe.

### Chiến tranh Lạnh
Laffey khởi hành từ Norfolk vào ngày 7 tháng 11, 1956 để đi sang khu vực Địa Trung Hải trong bối cảnh cuộc Khủng hoảng kênh đào Suez đang diễn biến phức tạp, leo thang thành cuộc xung đột giữa Anh, Pháp và Israel với Ai Cập. Sau khi đến nơi, nó gia nhập Đệ lục Hạm đội và hoạt động tuần tra tại khu vực biên giới giữa Israel và Ai Cập. Sau khi cuộc khủng hoảng được dàn xếp hòa bình, con tàu quay trở về Norfolk vào ngày 20 tháng 2, 1957, tiếp tục hoạt động tại khu vực bờ biển Đại Tây Dương. Đến ngày 3 tháng 9, nó lại lên đường tham gia cuộc tập trận của Khối NATO tại vùng biển ngoài khơi Scotland, rồi tiếp tục đi sang khu vực Địa Trung Hải để hoạt động cùng Đệ lục Hạm đội. Nó quay trở về Norfolk vào ngày 22 tháng 12. Sang tháng 6, 1958, nó thực hiện chuyến đi đến vùng biển Caribe để thực hành huấn luyện, rồi quay trở về Norfolk một tháng sau đó.
Laffey tiếp nối những hoạt động thường lệ tại vùng bờ Đông cho đến ngày 7 tháng 8, 1959, khi nó cùng Hải đội Khu trục 32 được phái sang Địa Trung Hải. Nó băng qua kênh đào Suez vào ngày 14 tháng 12, ghé qua Massawa, Eritrea trong hành trình đi đến cảng chất dỡ của Aramco tại Ras Tanura, Saudi Arabia, nơi nó trải qua những ngày nghỉ lễ Giáng Sinh. Con tàu tiếp tục hoạt động trong vùng vịnh Ba Tư cho đến tháng 1, 1960, khi nó quay ngược trở lại kênh đào Suez để trở về nhà, về đến Norfolk vào ngày 28 tháng 2. Nó tiếp tục hoạt động thường lệ từ Norfolk cùng những chuyến đi sang vùng biển Caribe cho đến giữa tháng 8, khi nó tham gia một cuộc tập trận quy mô lớn của Khối NATO. Sang tháng 10, chiếc tàu khu trục viếng thăm Antwerp, Bỉ trước khi quay trở về Norfolk vào ngày 20 tháng 10. Nó lại lên đường hướng sang Địa Trung Hải vào tháng 1, 1961, nơi nó đã trợ giúp cho chiếc tàu chở hàng Anh MV Dara đang gặp tai nạn. Nó lên đường quay trở về nhà vào giữa tháng 8, về đến Norfolk vào ngày 28 tháng 8.
Laffey lại lên đường vào tháng 9 để tham gia một đợt huấn luyện khẩn trương, kéo dài cho đến tháng 2, 1963, khi nó đảm nhiệm vai trò tàu dịch vụ cho Phân đội Thử nghiệm và Đánh giá Norfolk. Từ tháng 10, 1963 đến tháng 6, 1964, nó hoạt động cùng một đội tìm-diệt tàu ngầm dọc theo vùng bờ Đông, và đến ngày 12 tháng 6 đã thực hiện một chuyến đi thực tập cho học viên sĩ quan sang Địa Trung Hải, đi đến Palma de Mallorca vào ngày 23 tháng 6. Hai ngày sau đó, đội đặc nhiệm lên đường cho nhiệm vụ do thám một cuộc tập trận của Hải quân Liên Xô trong vùng biển Địa Trung Hải. Con tàu sau đó viếng thăm các cảng Naples, Ý; Théoule, Pháp; Rota và Valencia, Tây Ban Nha trước khi quay trở về Norfolk vào ngày 3 tháng 9.
Từ đó cho đến giữa những năm 1970, Laffey tiếp tục thực hiện những chuyến phục vụ tại Địa Trung Hải cùng Đệ Lục hạm đội, và tham gia những hoạt động huấn kuyện và thực hành tại vùng biển Đại Tây Dương và biển Caribe. Nó được cho xuất biên chế vào ngày 9 tháng 3, 1975, là chiếc tàu khu trục cuối cùng của lớp Allen M. Sumner được cho ngừng hoạt động. Con tàu được công nhận là một Di tích Lịch sử quốc gia vào năm 1986, khi là chiếc tàu khu trục lớp Allen M. Sumner cuối cùng thuộc sở hữu của Hoa Kỳ, và cũng vì thành tích sống sót kỳ diệu sau những đợt tấn công Kamikaze trong Thế Chiến II.

## Hiện trạng

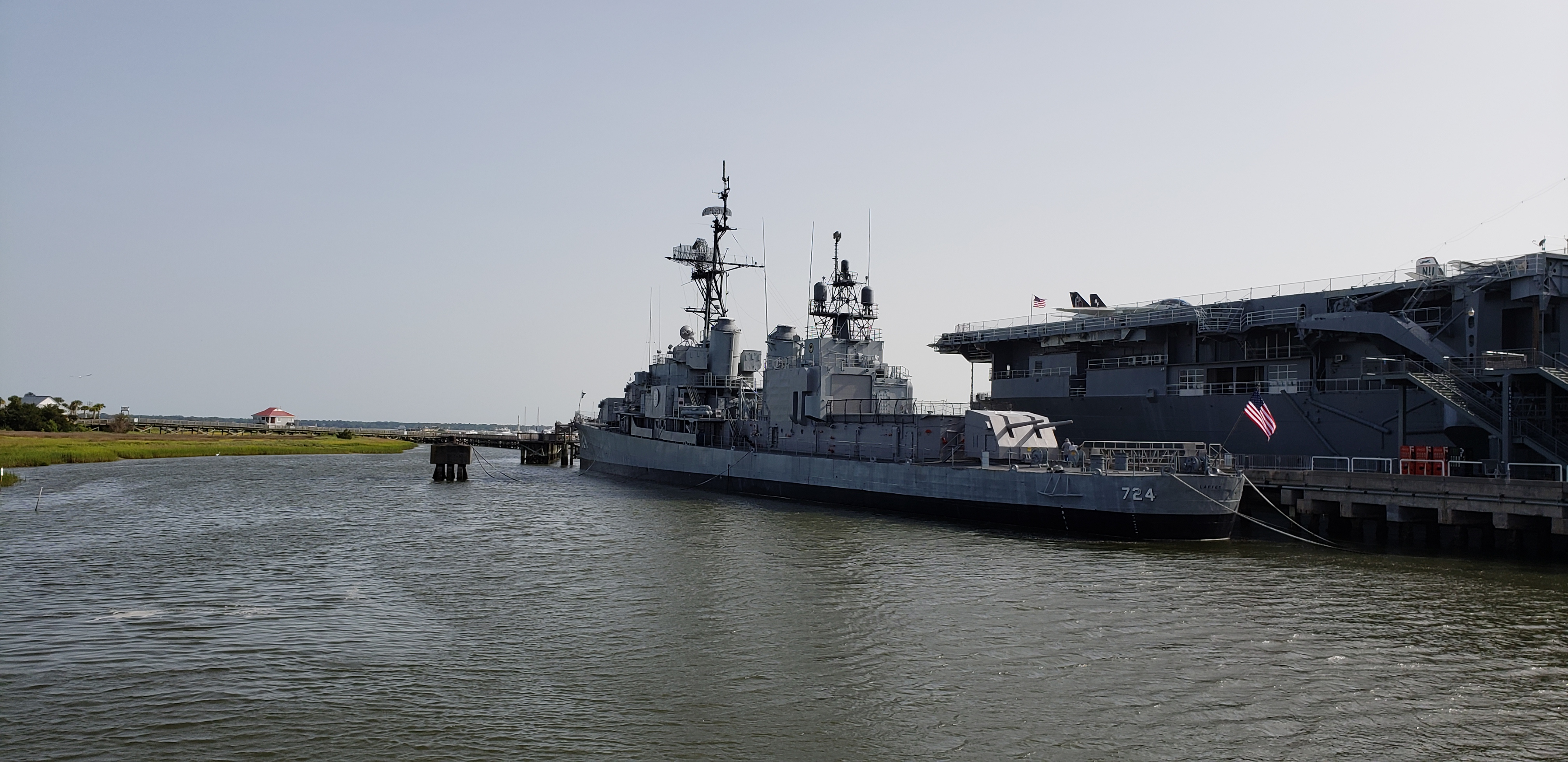
Hình ảnh tàu USS Laffey (DD-724) tại Bảo tàng Hàng hải & Hải quân Patriots Point ngày 24/6/2019.

Laffey hiện là một tàu bảo tàng tại Patriots Point, Mount Pleasant, South Carolina, bên cạnh hai di tích lịch sử quốc gia khác: tàu sân bay Yorktown (CV-10) và tàu ngầm Clamagore (SS-343). Vào tháng 10, 2008, người ta khám phá lườn tàu của Laffey có hơn 100 chỗ rò rỉ và các quan chức tại Patriots Point lo ngại rằng con tàu có thể bị chìm tại nơi neo đậu. Cần có khoảng kinh phí ước lượng 9 triệu Đô-la để kéo con tàu đến ụ tàu và sửa chữa, và giới chức tại Patriots Point đã vay của tiểu bang South Carolina 9,2 triệu Đô-la để thanh toán chi phí này. Vào ngày 19 tháng 8, 2009, con tàu được kéo đến Xưởng tàu Detyens tại North Charleston trên sông Cooper để được sửa chữa trong ụ tàu. Lườn tàu bị rỉ sét ăn mòn đã được sửa chữa bằng những tấm thép dày hơn, được hàn lại cùng một lớp sơn mới. Vào ngày 16 tháng 4, 2010, Hội đồng quản trị Đại học Clemson đạt được thỏa thuận với tổ chức để thuê lại Laffey và cho neo đậu con tàu bên cạnh cơ sở của Clemson, vốn là Căn cứ Hải quân Charleston tại North Charleston. Laffey quay trở lại Patriots Point vào ngày 25 tháng 1, 2012; trong đám đông tụ tập để chào mừng sự kiện này có khoảng hơn mười người là những cựu chiến binh thành viên thủy thủ đoàn của con tàu. Tổng cộng phí tổn là 1,1 triệu Đô la để đưa con tàu quay trở lại vị trí và những sửa chữa cần thiết để chuẩn bị cho chỗ neo đậu mới cho nó phía trước bảo tàng.

## Phần thưởng
Laffey được tặng thưởng danh hiệu Đơn vị Tuyên dương Tổng thống và năm Ngôi sao Chiến trận do thành tích phục vụ trong Thế Chiến II, rồi thêm danh hiệu Đơn vị Tuyên dương Tổng thống Hàn Quốc và hai Ngôi sao Chiến trận khác trong Chiến tranh Triều Tiên.